# Überlastungsanzeige
Die Überlastungsanzeige (auch Entlastungsanzeige, Gefährdungsanzeige oder Gefahrenanzeige) ist die schriftliche Information eines überlasteten Arbeitnehmers an seinen Vorgesetzten oder den Arbeitgeber, dass eine überhöhte Arbeitsbelastung zu Schäden führen kann. Sie beruht in Deutschland auf Aussagen im 
Grundgesetz und Verpflichtungen aus dem Bürgerlichen Gesetzbuch (BGB) sowie Arbeitsschutzgesetz in Verbindung mit dem Arbeitsvertrag.

## Allgemeines
Die Überlastungsanzeige gehört neben betrieblichem Eingliederungsmanagement und Krankenrückkehrgesprächen zum Gesundheitsschutz in Behörden, Institutionen oder Unternehmen. Da aus dem Wort „Überlastungsanzeige“ der Eindruck entstehen könnte, dass die Überlastung auf einer mangelnden Leistungsfähigkeit oder Überforderung eines Arbeitnehmers beruht, sollte von „Gefährdungsanzeige“ gesprochen werden.
Die Überlastungsanzeige dient unter anderem der Haftungsfreistellung gegenüber dem Arbeitgeber für den Fall, dass aufgrund der Überlastung des Arbeitnehmers der Arbeitgeber oder Dritte geschädigt werden. Sie hat auch das Ziel, den Arbeitgeber auf Gefahren hinzuweisen und zum Ergreifen von Gegenmaßnahmen anzuregen. 

## Arbeitsüberlastung
Unter Überlastung oder Arbeitsüberlastung ist eine über die normale Arbeitsbelastung hinausgehende Belastung von Arbeitnehmern zu verstehen. Tendenziell tritt sie bei fortwährender Unterbesetzung in Organisationen auf, wenn Arbeitnehmer zusätzlich Aufgaben von fehlendem Personal wahrnehmen müssen. Auch mangelhafte Arbeitsbedingungen, Arbeitsverdichtung, Erhöhung der Arbeitsintensität durch kürzere Taktzeiten, Organisationsmängel, Schwachstellen oder dauerhafte Überbeschäftigung können Ursachen sein. Folgen sind die Verschlechterung der Arbeitsqualität, die wiederum durch eine Zunahme des Fehlerquotienten oder der Fehlzeiten zu minderer Produkt- oder Dienstleistungsqualität führen kann. Damit sind Schäden für den Arbeitgeber verbunden.

## Rechtsfragen
Eine Überlastung bzw. eine Überlastungsanzeige ist in Deutschland nicht ausdrücklich in Gesetzen oder Tarifverträgen vorgesehen. Sie wird aus der gegenseitigen Pflicht zur Rücksichtnahme im Arbeitsverhältnis hergeleitet (§ 611 BGB, § 611a BGB in Verbindung mit § 241 BGB, § 242 BGB-Treu und Glauben).
Liegt eine starke Belastungssituation vor, ist der Arbeitnehmer im Rahmen einer Nebenpflicht aus § 242 BGB verpflichtet, den Arbeitgeber auf drohende Schäden hinzuweisen bzw. ihn davor zu bewahren. Der Arbeitgeber wiederum ist nach § 618 Abs. 1 BGB im Rahmen der Fürsorgepflicht verpflichtet, Arbeitsleistungen im Rahmen seines Direktionsrechts so zu regeln, dass der Dienstverpflichtete „gegen Gefahr für Leben und Gesundheit soweit geschützt ist, als die Natur der Dienstleistung es gestattet.“ Das gilt auch für Beamte in Deutschland (§ 78 BBG), deren Dienstherren das Leben und die Gesundheit der Beamten zu schützen haben und deren Leistungsvermögen sie nicht durch Arbeitsüberlastung überfordern dürfen.
Aus § 15 ArbSchG ergibt sich im Arbeitsschutz die Verpflichtung der Arbeitnehmer, ihrem Arbeitgeber eine Überlastung anzuzeigen, wenn daraus eine Gefährdung der eigenen Gesundheit bzw. Sicherheit oder der von anderen Personen ausgehen kann. Nach § 16 Abs. 1 ArbSchG haben die Beschäftigten dem Arbeitgeber oder dem zuständigen Vorgesetzten jede von ihnen festgestellte unmittelbare erhebliche Gefahr für die Sicherheit und Gesundheit unverzüglich zu melden. Aus letztgenannter Vorschrift wird die Überlastungsanzeige hergeleitet. Sie berechtigt den Arbeitnehmer/Beamten nicht zu einem pflichtwidrigen Handeln („Blaumachen“, „Dienst nach Vorschrift“ oder „innere Kündigung“). Sie entbindet den Arbeitnehmer auch nicht von seiner Arbeitspflicht zur sorgfältigen Arbeitsleistung. Bei großen Hierarchien ist bei Abgabe der Überlastungsanzeige meist der Dienstweg einzuhalten.

## Inhalt
Die Überlastungsanzeige sollte in Schriftform erfolgen und folgenden Mindestinhalt aufweisen:
- Ort und Datum,
- Name des Arbeitnehmers und dessen Abteilung,
- genaue Beschreibung der Überlastungssituation,
- mögliche Folgen für Betrieb, Arbeitnehmer und Dritte,
- Aufforderung an den Arbeitgeber, für Abhilfe zu sorgen und
- Unterschrift.

Anstelle der Überlastungsanzeige oder ergänzend kann auch eine Beschwerde gemäß § 84 BetrVG erfolgen. Ein Arbeitnehmer kann sich unter anderem auch wegen Arbeitsüberlastung beim Arbeitgeber (§ 84 BetrVG) oder beim Betriebsrat (§ 85 BetrVG) beschweren.

## Wirtschaftliche Aspekte
Arbeitsüberlastungen von Arbeitskräften können wegen des hieraus resultierenden Zeitdrucks zu Überforderung und menschlichen Fehlern führen, wie etwa Fehlbedienungen oder Nichthandeln, die den Arbeitsablauf beeinträchtigen und letztlich Betriebsstörungen herbeiführen können. Folge sind Fehlproduktion und Fehlmengen, die Beschwerden oder Reklamationen von Kunden auslösen, schwindende Kundenzufriedenheit und letztlich Verluste. Deshalb ist jeder Arbeitnehmer verpflichtet, seinem Vorgesetzten oder dem Arbeitgeber Fehlentwicklungen zu melden. Dieser hat auch im Rahmen seiner Fürsorgepflicht für eine Schwachstellenanalyse und die nachfolgende Beseitigung von Schwachstellen zu sorgen. Gibt es gleich mehrere Überlastungsanzeigen aus ähnlichen Gründen, kann dies ein Hinweis auf ein Organisationsverschulden des Arbeitgebers sein.
Bis heute thematisiert die Fachliteratur die Überlastungsanzeige vor allem in Pflegeberufen, beispielsweise in der Altenpflege und im öffentlichen Dienst. Die große Herausforderung ist, dass im Unterschied zu Bürotätigkeiten oder Aufgaben in der Wirtschaft im sozialen Bereich mit Menschen gearbeitet wird, die auch weiterhin qualitativ gut versorgt, gepflegt und unterstützt werden wollen. Das führt dazu, dass beispielsweise die pädagogischen Fach- und Lehrkräfte mit Mehrarbeit nicht notwendigerweise Überstunden leisten, für die sie einen Freizeitausgleich erhalten könnten. Der überwiegende Teil der zusätzlichen Aufgaben zielt darauf ab, dass in der gleichen Zeit mehr geleistet werden muss. Inzwischen hat die Überlastung jedoch auch Einzug in andere Wirtschaftszweige gefunden.
Ist der Arbeitnehmer durch dauernde Überlastung gesundheitlich beeinträchtigt, so dass seine Arbeitskraft nicht mehr voll zur Verfügung steht, sollte er ärztlichen Rat einholen, da ein Weiterarbeiten trotz Arbeitsunfähigkeit rechtlich nachteilig sein kann.